# Stefan Resjko
Stefan Resjko (ryska: Стефан Михайлович Решко), född 24 mars 1947 i Zakarpatska oblast, Ukrainska SSR, Sovjetunionen, är en sovjetisk fotbollsspelare.
Resjko tog OS-brons i fotbollsturneringen vid de olympiska sommarspelen 1976 i Montréal.

### Fotnoter
1. ↑  ”Football at the 1976 Montréal Summer Games: Men's Football”. Sports-reference.com. Arkiverad från originalet den 7 mars 2009. https://web.archive.org/web/20090307043456/http://www.sports-reference.com/olympics/summer/1976/FTB/mens-football.html. Läst 24 april 2016.